# Josy Stoffel
Joseph (Josy) Stoffel (Differdange, 27 juni 1928 – 9 maart 2021) was een Luxemburgs turner. Hij nam tussen 1948 en 1964 deel aan vijf achtereenvolgende Olympische Zomerspelen, maar won nooit een olympische medaille.
Stoffel debuteerde in 1948 op de Olympische Zomerspelen in Londen en zou daarna nog vier keer aan de Spelen meedoen. Hij behoorde tot 's werelds topturners en won van 1949 tot 1964 liefst zestien keer op rij de Luxemburgse nationale kampioenschappen. Verder nam hij vier keer deel aan de WK en zes keer aan de EK. Onder zijn beste resultaten waren de vijfde plaats op de meerkamp bij de wereldkampioenschappen in 1950 en de bronzen medaille op het paard voltige bij de Europese kampioenschappen in 1955.
Hij werd in 1957 en 1960 verkozen tot Luxemburgs Sportpersoon van het Jaar. Later werd hij trainer van het nationale turnteam.
In 2008 werd Stoffel benoemd tot ridder in de Orde van Verdienste. Hij was gehuwd met turnster Yvonne Stoffel-Wagener. Stoffel overleed in 2021.